# The Story of the Faithful Wookiee
The Story of the Faithful Wookiee (La historia del wookiee fiel) es una secuencia de dibujos animados incluida en el especial de televisión Star Wars Holiday Special, producido en 1978 por el estudio Nelvana Limited y por el canal de televisión CBS (y emitido en ese mismo año por CBS en las televisiones públicas de Estados Unidos y Canadá). Destaca en esta secuencia la primera aparición del personaje Boba Fett, dos años incluso antes de aparecer en El Imperio contraataca, así como el hecho de contener la mayor parte del elenco original de Star Wars (la película de 1977) al ponerles la voz los actores de la película a sus personajes respectivos.
En la historia, una figura misteriosa (Boba Fett) se hace amigo de Luke y sus amigos. Pronto se revela que Boba estaba trabajando para Darth Vader y el Imperio. Chewbacca, que no se dejó engañar, “dice” (a través de la traducción de C-3PO) que el cazador de recompensas "no tiene un buen olor". 
La calidad de la animación y los gráficos son considerados como buenos para su tiempo (1978). Sin embargo, Nelvana dio al universo de Star Wars una interpretación única. Por ejemplo, R2-D2 es bastante flexible para un robot, y el rostro caricaturesco de Han Solo es casi irreconocible. El estilo de animación, así como algunos de estos modelos de los personajes, se utilizaron casi una década en la serie animada Star Wars: Droids, la cual sirvió como un spin-off de todo tipo para el segmento. En la serie animada Ewoks también se utilizan estas técnicas.

## Sinopsis
Han Solo y Chewbacca han estado en una misión para recuperar un talismán místico que se cree que es un poderoso artefacto. Chewbacca sale del hiperespacio y está cerca de chocar con la base rebelde. Luke, R2-D2 y C-3PO salen después de él, en un Ala-Y, para ver lo que sucede.
Cuando Chewbacca finalmente aterriza en Panna, Luke choca en su superficie y es casi devorado por un dragón de Panna, cuando Boba Fett les rescata. Encuentran el Halcón Milenario de Han, probablemente inconsciente por el talismán, y Chewbacca descuidadamente arroja el talismán en el conducto de basura. Luke se desmaya por el talismán y R2-D2 les dice que estaba infectado por un virus durmiente que sólo funcionaba en los seres humanos. Boba Fett y Chewbacca van a adquirir el suero para aquel virus, ubicado en la ciudad de Panna, para curar a Luke y Han. Una vez que llegan a la ciudad, que está ocupada por las tropas imperiales, Boba le dice a Chewbacca que se quede allí mientras él consigue la cura. Mientras tanto, en el Halcón, mientras C-3PO se eocupa de Han y Luke, R2 intercepta una transmisión entre Darth Vader y Boba Fett: Una vez lejos de Chewbacca, Boba se pone en contacto con Darth Vader para informarle de la situación.
Se revela que Boba y Vader tienen en un plan para revelar la ubicación de los rebeldes a fin de que Vader pueda atraparlos, algo que había intentado y en lo que había fallado. Cuando ellos regresan, Luke y Han Solo recuperan el sentido y se enteran de las lealtades verdaderas de Boba. Este enciende su mochila a reacción, y se marcha prometiendo que los encontrará a todos ellos otra vez. Chewbacca entonces explica (a través de la traducción de C-3PO) sus sospechas diciendo que "el cazador de recompensas no olía bien".

## Reparto
Actores de voz
- Anthony Daniels como C-3PO.
- Carrie Fisher como la Princesa Leia Organa.
- Harrison Ford como Han Solo.
- Mark Hamill como Luke Skywalker.
- James Earl Jones Jones como Darth Vader.
- Desconocido como capitán de Kazan.
- Don Francks como Boba Fett (sin crédito en el especial).[1]

Dirección
- George Lucas (historia).[2]
- Ben Burtt (diseñador de sonido / editor).
- Jenn de Joux (animación de vídeo).
- Elizabeth Savel (animación de vídeo).

## Detrás de las cámaras
- Cuando Boba Fett entra en la ciudad de Panna, una criatura que se asemeja a un Muun puede ser visto controlado por él.[3]
- El casco de Boba Fett, a diferencia de las apariciones canónicas posteriores, hace que su rostro parezca plano.
- Cuando animaron a C-3PO en la serie Star Wars: Clone Wars en 2003, Genndy Tartakovsky rindió homenaje al estilo de animación de Nelvana haciendo que sus ojos se movieran como lo hacía en el especial televisivo.[4] El planeta Nelvaan es también un homenaje a Nelvana.
- Unos segundos del segmento fueron incluidos en el documental web de El ataque de los clones titulado Bucket Head (que se estrenó en StarWars.com). En el documental, Jeremy Bulloch, que llevó el traje para el personaje de Fett en El Imperio Contraataca y Return of the Jedi, señala que Fett apareció por primera vez en el segmento del especial.
- Boba Fett utiliza un blaster K-11, que es muy similar a la pistola blaster WESTAR-34 utilizada por su padre Jango en El ataque de los clones.
- El segmento fue presentado al final de la introducción de los invitados especiales mencionándolo como “….y una animación de Star Wars”.
- En una escena en la animación se muestra que Chewbacca tiene mejor puntería con las armas que Boba Fett.
- Luke usa la misma chaqueta que lleva al final de A New Hope.
- Hasbro lanzó una figura de acción de Boba Fett, usando la semejanza de los dibujos animados,  llamada "Boba Fett (Debut animado)".[5]
- Funko también lanzó una figura de Boba Fett (Boba Fett Bobblehead Star Wars Holiday Special) en una edición limitada especial como parte de su serie de Star Wars Bobblehead. (enlace roto disponible en Internet Archive; véase el historial, la primera versión y la última). Su color en el Star Wars Holiday Special fue distinta, y lejos de la forma en que finalmente apareció en la pantalla grande en The Empire Strikes Back.
- La banda Unkle usó las frases "Estás solo" "y “Tal vez puedo ayudarte" ("You Are Alone" y "Maybe I Can Help You"), dichas por Boba Fett en el segmento animado, en las canciones "Bloodstain" y "Unreal", de su álbum debut Psyence Fiction.
- Aunque Nelvana después trabajó en Star Wars: Droids y Star Wars: Ewoks, Ken Stephenson, el director de animación acreditado en las series de dibujos animados, era el único productor del especial en volver a trabajar en esos dos programas, de los cuales dirigió varios episodios.

- En esta caricatura, Boba pronuncia su nombre como Bou-ba.  Así es como el kaminoano Taun también lo llama. Jango Fett lo pronuncia como Bob-a.

- Aunque la ubicación de esta historia en la línea de tiempo es desconocida y controvertida, se puede presumir que se sitúa después de los acontecimientos de la serie de libros La Fuerza Rebelde, pero antes de los sucesos en el Holiday Special.